# Hermann Muhs

Hermann Muhs (16 de mayo de 1894, Barlissen, Imperio alemán - 13 de abril de 1962 en Gotinga, Alemania occidental) fue un abogado y político alemán, miembro del NSDAP, secretario de Estado y posterior  Ministro del Ministerio de Asuntos Eclesiásticos del Reich

## Vida
Después de participar en la Primera Guerra Mundial, Muhs estudió derecho y obtuvo su doctorado en 1922 en "La ordenanza de emergencia bajo la ley estatal" en la Universidad de Gotinga para el doctorado en derecho. Fue admitido en el bar , abrió un bufete de abogados y luego se convirtió en notario. En 1929 se convirtió en miembro del NSDAP con el número de membresía 152.594. De 1932 a 1933 ganó un escaño emen el Landtag prusiano. En 1932 se convirtió brevemente en Gauleiter del NSDAP. Como líder del NSDAP en el Göttinger Bürgervorsteherkollegium (donde Muhs había estado desde 1929), Muhs todavía estaba involucrado en la campaña electoral del NSDAP para elElección al Reichstag el 5 de marzo de 1933 . El historiador Cordula Tollmien juzgó que Muhs era "indudablemente el líder principal de los nacionalsocialistas de Gotinga" en este momento. En marzo de 1933, Muhs lanzó una campaña contra la administración de la ciudad de Gotinga y organizó una manifestación masiva nazi, a la que asistieron 8.000 Gotingas. Después de la " toma del poder " de los nacionalsocialistas, Muhs fue presidente de distrito el 26 de marzo de 1933 en Hildesheim . Fue además Federación Nacional Socialistas Juristas alemanes (BNSDJ) opera. En 1933 también fue miembro de Parlamento Provincial de la Provincia de Hannover.
Desde 1935, Muhs fue Secretario de Estado en el Ministerio de Asuntos Eclesiásticos del Reich. Sus esfuerzos de DC por un lado, y su incompetencia teológica por el otro, se encontraron repetidamente con resistencia en los círculos de la iglesia.
Después de que Muhs contra el comando de Himmler, que quería marcar la distancia de las SS a la iglesia, en 1941 en uniforme en el funeral del cardenal de Colonia Karl Joseph Schulte había participado, estaba en el rango de SS-Oberführers (comparable entre coronel y mayor general) de las SS despedidos. Sin embargo, Muhs llevó a la muerte al Ministro de Iglesia Hanns Kerrl hasta 1945.
Muhs fue admitido nuevamente en el período de posguerra como abogado en Gotinga.